# Drake Stadium
Il Drake Stadium è uno stadio da 11 700 posti situato Los Angeles, sede delle squadre di atletica leggera maschile e femminile degli UCLA Bruins. L'impianto, costruito nel 1969, prende il nome da Elvin C. "Ducky" Drake, che è stato uno studente, atleta, allenatore e preparatore atletico di UCLA. Lo stadio è stato anche la sede delle squadre di football americano degli UCLA Bruins fino al 2017.

## Storia
Nel 1965 ci fu una proposta per costruire un impianto sportivo polivalente da 44 000 posti nel campus, per gli incontri di atletica e le partite di football americano; all'epoca i Bruins utilizzavano come campo di casa il Los Angeles Memorial Coliseum. Sia nella primavera sia nell'autunno del 1965, gli studenti dell'UCLA votarono con una maggioranza di due a uno contro la proposta di utilizzare i fondi delle tasse per costruire uno stadio di calcio. La proposta fu avversata da influenti residenti e politici della zona. Nel febbraio 1966 l'UCLA ridimensionò il progetto del nuovo stadio riservandolo alla sola atletica.
Il Drake Stadium ha ospitato i campionati di atletica leggera Pacific-10 (ora Pac-12), i campionati di atletica leggera all'aperto degli Stati Uniti nel 1976-77-78, i campionati Pacific-8 nel 1970 e 1977 e il CIF California State Meet per high school nel 1969-71-77. La struttura ha ospitato i primi Campionati di California e Nevada dal 30 aprile al 1º maggio 1994. Ha ospitato anche altri eventi studenteschi come concerti e cerimonie di laurea.
La pista del Drake Stadium è stata intitolata al campione olimpico Rafer Johnson e a sua moglie Betty. Il campo da gioco è stato intitolato all'alunno dell'UCLA Frank Marshall, un produttore cinematografico.
Il 20 maggio 1990 Randy Barnes stabilì al Drake Stadium il record del mondo del getto del peso con 23,12 m. Il record durò oltre 31 anni finché non fu battuto da Ryan Crouser a Eugene.